# El mirón y la exhibicionista
El mirón y la exhibicionista è un film del 1985 diretto da Jesús Franco e Lina Romay sotto lo pseudonimo di Lulu Laverne.
Si tratta di un breve film pornografico eccentrico, quasi muto e realmente basato sulla relazione a distanza tra una esibizionista e un giovane e distinto voyeur che la spia dal palazzo di fronte con un binocolo, come in una sorta di versione pornografica de La finestra sul cortile.

## Produzione
Il regista ha così descritto questo film in un'intervista del 1992:
In realtà i due protagonisti non vengono mai a trovarsi a tu per tu.
Il film, girato con estremo realismo, è stato letto da Robert Monell come «un saggio sul linguaggio della pornografia [...] che finisce per essere sia un'esibizione che una decostruzione, oltre che una satira del genere.»
Stranamente i titoli di testa includono il nome di Antonio Mayans, presenza consueta nei film di Jess Franco, ma non in questo caso.
Si può ascoltare la voce del regista nel canto che giunge dalla strada (It's a Long, Long Way to Tipperary).

## Edizioni DVD
Mai edito in videocassetta, il film è uscito in DVD allegato alla rivista Interviú, in Spagna.

## Deposito legale
M 42606 85